# Nomenclator Botanicus
Nomenclator Botanicus (abrevido Nomencl. Bot.) es un libro con ilustraciones y descripciones botánicas que fue escrito por el médico y naturalista alemán Ernst Gottlieb von Steudel. Se publicó en dos partes entre 1821 a 1824.
Nomenclator botanicus. En la segunda edición, que apareció veinte años más tarde, enumera 6.722 géneros y 78.005 especies. 